# Alfred Peck Edgerton

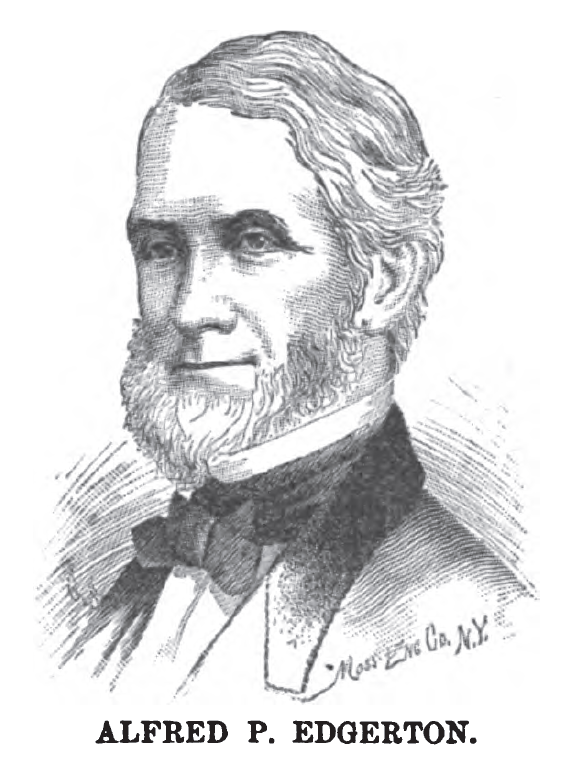
Alfred Peck Edgerton

Alfred Peck Edgerton (* 11. Januar 1813 in Plattsburgh, New York; † 14. Mai 1897 in Hicksville, Ohio) war ein US-amerikanischer Politiker. Zwischen 1851 und 1855 vertrat er den Bundesstaat Ohio im US-Repräsentantenhaus.

## Werdegang
Alfred Edgerton war der ältere Bruder des Kongressabgeordneten Joseph K. Edgerton (1818–1893) aus Indiana. Er besuchte die Plattsburg Academy und arbeitete danach für kurze Zeit in der Zeitungsbranche. Später war er in New York City im Handel tätig. Ab 1837 lebte er in Hicksville. Er wurde Manager der American Land Co. und war von 1837 bis 1852 an der Erschließung von neuem Siedlungsland in der Nähe von Hicksville beteiligt. Politisch schloss er sich der Demokratischen Partei an. In den Jahren 1845 und 1846 saß er im Senat von Ohio.
Bei den Kongresswahlen des Jahres 1850 wurde Edgerton im fünften Wahlbezirk von Ohio in das US-Repräsentantenhaus in Washington, D.C. gewählt, wo er am 4. März 1851 die Nachfolge von Emery D. Potter antrat. Nach einer Wiederwahl konnte er bis zum 3. März 1855 zwei Legislaturperioden im Kongress absolvieren. Diese waren von den Ereignissen im Vorfeld des Bürgerkrieges geprägt. Ab 1853 war er Vorsitzender des Committee on Claims.
Im Jahr 1853 war Alfred Edgerton Finanzagent des Board of State Fund Commissioners of Ohio mit Sitz in New York. 1857 zog er nach Fort Wayne in Indiana, wo er zwischen 1859 und 1868 als Manager der Gesellschaft für den Wabash & Erie Canal fungierte. Im Jahr 1868 kehrte er nach Ohio zurück, wo er erfolglos für den Posten des Vizegouverneurs kandidierte. Sein letztes öffentliches Amt bekleidete Edgerton im Jahr 1885 als Vorsitzender der United States Civil Service Commission. Er starb am 14. Mai 1897 in Hicksville und wurde in Fort Wayne beigesetzt.